# Maciej Sieczka

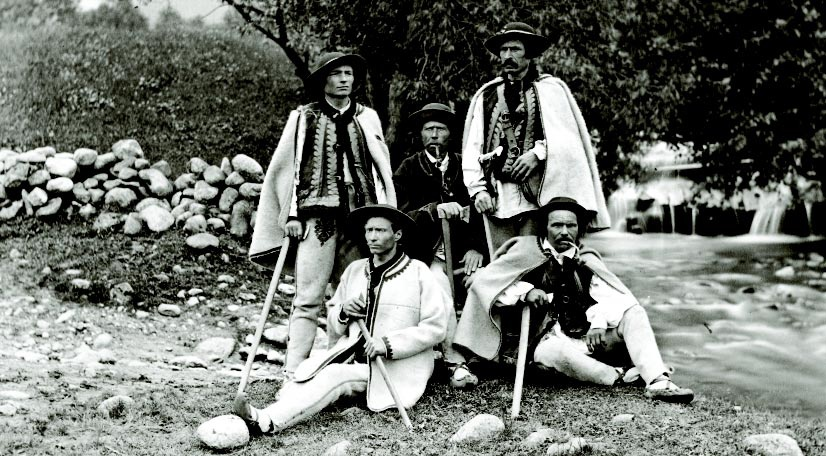
Przewodnicy tatrzańscy ok. 1877 r., – od lewej Wojciech Roj, Jędrzej Wala młodszy, Jędrzej Wala starszy, Szymon Tatar i Maciej Sieczka

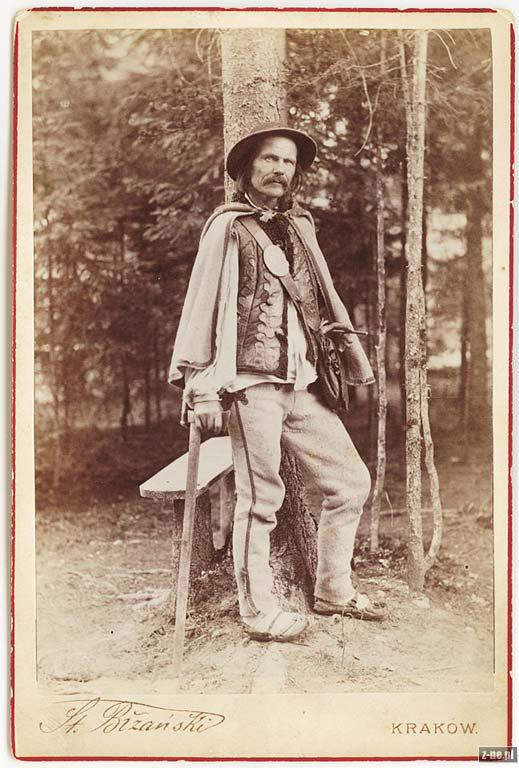
Fotografia z 1885

Maciej Sieczka, właśc. Maciej Gąsienica Sieczka (ur. 3 kwietnia 1824 w Zakopanem, zm. 25 września 1897 tamże) – jeden z najsłynniejszych polskich przewodników tatrzańskich w II połowie XIX wieku.

## Życiorys
Góry poznał dzięki pasji polowania na kozice. Władysław Ludwik Anczyc pisał: „Sieczka spędziwszy młodość na kłusownictwie, tyle na tem zyskał, że poznał najniedostępniejsze zakątki Tatr i wyszedł na najlepszego przewodnika”. Dla uniknięcia poboru do wojska przez pewien czas korzystał gościnnie z kryjówek Tomasza Tatara. Polował też razem z Sabałą na niedźwiedzie. W późniejszych latach zaprzestał kłusownictwa i wspólnie z Jędrzejem Walą pełnili role strażników chroniących kozice i świstaki.
Sieczka w latach 50. XIX wieku pracował jako górnik. Wydobywał żelazo na stokach Kopy Magury oraz po południowej (wówczas węgierskiej) stronie Tatr. W Tatrach Bielskich odkrył złoża kwarcytu. Po 1875 r. uczył się kamieniarstwa. Wmurował m.in. tablice upamiętniające Józefa Ignacego Kraszewskiego (Brama Kraszewskiego) i Kazimierza Kantaka (Brama Kantaka) w Dolinie Kościeliskiej. Brał też udział w budowie szlaków w Tatrach, m.in. na Wrota Chałubińskiego (Zawracik) i z Liliowego na Zawory. Zakładał klamry na szlakach na Rysy, Wysoką i pod Mięguszowiecką Przełęczą pod Chłopkiem. Z Janem Gwalbertem Pawlikowskim penetrował tatrzańskie jaskinie, co było wówczas rzadkie wśród górali. Posiadał też talenty muzyczne, grał na flecie. Duży wpływ na Sieczkę wywarł Seweryn Goszczyński, który miał go nauczyć, „co jest pięknego w tych Tatrach”.
Jeszcze przed powstaniem Towarzystwa Tatrzańskiego prowadził w Tatry wielu znanych badaczy gór i taterników, m.in. Eugeniusza Janotę, Maksymiliana Nowickiego, ks. Józefa Stolarczyka, Walerego Eljasza, Adama Asnyka, Mieczysława i Jana Gwalberta Pawlikowskich, Tytusa i Ludwika Chałubińskich czy Leopolda Świerza. Kiedy Towarzystwo podzieliło przewodników na trzy klasy, Maciej Sieczka został przydzielony od razu do pierwszej, dzięki czemu mógł turystów prowadzić na najtrudniejsze szczyty. Wybudował z drewna podarowanego przez Adama Uznańskiego szałas przy drodze z Kuźnic na Kopę Magury, co uprzystępniło turystom część Tatr Wysokich, poprzez możliwość zorganizowania noclegów.
Zmarł na skutek ciężkiej choroby. Mogiła przewodnika znajduje się na Cmentarzu Zasłużonych na Pęksowym Brzyzku w Zakopanem (sektor P-II-61).

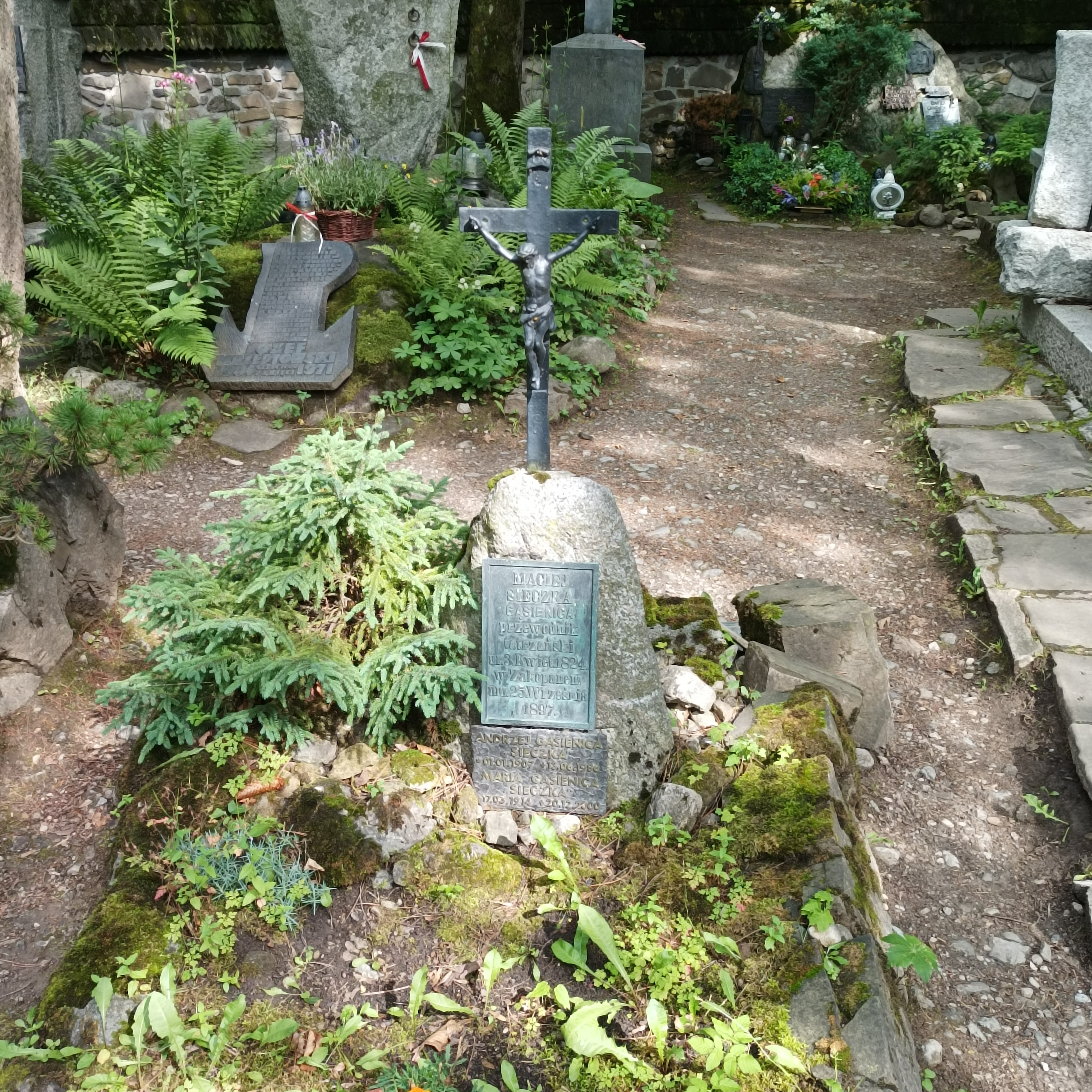
Grób Macieja Sieczki na Cmentarzu Zasłużonych na Pęksowym Brzyzku

## Przejścia
Był pierwszym znanym z nazwiska przewodnikiem, który pokazał turyście Wodogrzmoty Mickiewicza (Waleremu Eljaszowi w 1879 r.). Dokonał też wielu wybitnych przejść:
- pierwsze wejście na Świnicę (1867, z Eugeniuszem Janotą),
- jedno z wcześniejszych wejść na Lodowy Szczyt (1870),
- drugie wejście na Wysoką (1876, z Mieczysławem Pawlikowskim),
- pierwsze wejście na Mięguszowiecki Szczyt (1877, z Janem Gwalbertem Pawlikowskim),
- wejście nową drogą od północy na Łomnicę (1878, z J. G. Pawlikowskim),
- pierwsze wejście na Mnicha (1880, z J. G. Pawlikowskim – wydarzenie to uznano za początek nowoczesnego taternictwa),
- pierwsze wejście na Jastrzębią Turnię (ok. 1880),
- drugie wejście na Durny Szczyt (1881, z J. G. Pawlikowskim),
- pierwsze wejście na Szatana (ok. 1880, z J. G. Pawlikowskim).

W 1883 poprowadził jako pierwszą Polkę Natalię Janothównę na Gerlach. Znany był z wysokich umiejętności techniki wspinaczkowej, dobrej kondycji i umiejętności przywódczych.

## Upamiętnienie
Twa estetyka prosta, domorosła,
Znała jednakże widnokręgi szersze,
I choć nie byłeś poetą z rzemiosła,
Co mierzy swoje uczucia na wiersze,
Choć nie goniłeś w laur zmienionej Dafne,
Poczucie piękna zawsze miałeś trafne.

I realizmu powszedniego mistrze
Nie mogą ciebie w swej zamieścić szkole...
Boś kochał wszystko jaśniejsze i czystsze
I nie lubiłeś pozostawać w dole,
Lecz rozumiałeś, że ludziom potrzeba
Piąć się – by wyjrzeć oczami do nieba.

Pamięci Macieja Sieczki Adam Asnyk poświęcił utwór Maciejowi Sieczce, przewodnikowi w Zakopanem, w którym opisywał jego szlachetny charakter. Czynił to także Eugeniusz Janota, podkreślając jego słowność, trzeźwość, religijność i dążenie do poszerzania wiedzy. Klemens Bachleda uważał Sieczkę za swojego mistrza. Od 1961 r. przełęcze leżące w masywie Granatów noszą nazwy: Skrajna, Pośrednia i Zadnia Sieczkowa Przełączka. Imię Macieja Sieczki nosi także Krakowskie Koło Przewodników Tatrzańskich.

## Rodzina
Syn Macieja Sieczki, Józef Sieczka, także był przewodnikiem tatrzańskim.